# Angulomastacator daviesi
 Angulomastacator daviesi (“masticador en ángulo de Kyle L. Davies”) es la única especie conocida del género extinto Angulomastacator  de dinosaurio ornitópodo lambeosaurino, que vivió a finales del período Cretácico, hace aproximadamente 77 millones de años, en el Campaniense, en lo que es hoy Norteamérica. 
La especie tipo fue descrita en 2009 por Jonatán Wagner y Thomas Lehman. El holotipo, TMM 43681-1, fue encontrado en el Parque nacional Big Bend en la zona del Río Grande, perteneciente a la Formación Aguja, en el estado de Texas (EE. UU.). Descubierto en parte superior de pizarra de esta formación geológica, entre fósiles de plantas, huesos, y fragmentos de almejas en una cama interpretada como los depósitos de un pequeño canal de tributario. Esta cama está apenas por debajo de rocas de la Formación Javelina. Las rocas volcánicas en el nivel casi igual se han fechado hace 76,9 ± 1,2 millones de años. Aunque la conservación del fósil no es buena, es lo suficiente para clasificarlo como un lambeosaurino. Sus relacionas cercanas son difíciles de precisar. Alrededor de 1983 Davies, en su tesis, propuso que junto a Kritosaurus navajovius había un segundo hadrosáurido en el Parque nacional Big Bend.  Se conoce por un solo espécimen, TMM 43681-1, un maxilar izquierdo parcial. Este hueso se curva abajo de aproximadamente 45° en su extremo anterior, con la fila de dientes doblando para ajustarse, a diferencia de cualquier otro hadrosáurido. Esta característica inusual del maxilar, que no se ha visto en otra parte, apoya la hipótesis que los dinosaurios de la Formación Aguja eran formas endémicas.